# ヘナン・ヴィクトル・ダ・シウヴァ
ヘナン（Renan）ことヘナン・ヴィクトル・ジ・ソウザ（ポルトガル語: Renan Victor de Souza、2002年5月19日 - ）は、ブラジルのサッカー選手。ポジションはDF。

## クラブ歴
2020年10月14日に行われたカンピオナート・ブラジレイロ・セリエAでフル出場しプロ初出場。

## 代表歴
U-17代表として2019 南米U-17選手権、2019 FIFA U-17ワールドカップに参加した。